# Philippe Blanchet
Pour les articles homonymes, voir Blanchet.
 (mai 2023).
Philippe Blanchet, né le 25 juillet 1961 à Marseille, est un linguiste et poète français.
Spécialiste de sociolinguistique, il a publié plusieurs ouvrages ayant trait à la langue provençale. 

## Biographie
Philippe Blanchet est professeur de sociolinguistique et didactique des langues à l'université Rennes-II Haute-Bretagne,. Il y a fondé le laboratoire PREFics, ex-ERELLIF (créé en 2000 avec Marc Gontard). Il a contribué à créer en 2022 le Centre d'Études des Langues, Territoires et Identités Culturelles – Bretagne et Langues Minoritaires (CELTIC-BLM) à l'université Rennes-II.
Il a reçu le prix Frédéric-Mistral 1992 et le grand prix littéraire de Provence 2001. Il appartient également au jury du premier prix.

## Travaux
Il est spécialiste du provençal, dont il considère qu'il s'agit d'une langue distincte de l'occitan.
Il s'est également intéressé aux variétés du français et au plurilinguisme dans les espaces francophones. Philippe Blanchet est le concepteur du terme glottophobie, néologisme rendu public en 1998, pour désigner une discrimination linguistique (le mot a fait son entrée dans Le Petit Robert en 2023).
En 1995, il relit et valide le Dictionnaire français-provençal de Jules Coupier avant sa parution.

## Ouvrages

### Sociolinguistique
- Dictionnaire du français régional de Provence, Paris, Bonneton, 1991.
- Le provençal, essai de description sociolinguistique et différentielle, Institut de Linguistique de Louvain, Louvain, Peeters, 1992.
- La Pragmatique d'Austin à Goffman, Paris, Bertrand Lacoste, collection Référence, 1995.
- Vivre en pays toulonnais au XVIIe siècle : textes provençaux de Pierre Chabert, de La Valette, édition critique bilingue, Marseille, Autres-Temps, 1997.
- Introduction à la complexité de l'enseignement du Français Langue Étrangère, Louvain, Peeters, 1998.
- Linguistique de terrain, méthode et théorie (une approche ethno-sociolinguistique), Presses universitaires de Rennes, 2000.
- Zou boulégan ! Expressions familières de Marseille et de Provence, Paris, Bonneton, 2000.
- Le parler de Marseille et de Provence, dictionnaire du français régional, Editions Bonneton, Paris, 2004.
- Petit dictionnaire des lieux-dits en Provence, Montfaucon, Librairie Contemporaine, 2003.
- Les langues régionales de France : un état des lieux à la veille du XXIe siècle, Actes du colloque de Philadelphie (USA), Louvain, Peeters, 1999 [bilingue fr./anglais] (en collaboration avec R. Breton et H. Schiffman).
- Sociolinguistique urbaine. Variations linguistiques : images urbaines et sociales, = Cahiers de Sociolinguistique no 6, Presses universitaires de Rennes, 2001 (en collaboration avec Thierry Bulot et Cécile Beauvois).
- Langues, cultures et identités régionales en Provence. La Métaphore de l’aïoli, Paris, L'Harmattan, collection “ Espaces Discursifs ”, 2002, 251 p.
- (dir.) [en collaboration avec Didier de Robillard], Langues, contacts, complexité. Perspectives théoriques en sociolinguistique = Cahiers de Sociolinguistique no 8, Rennes, Presses universitaires de Rennes, 2003, 328 p.
- (dir.) [en collaboration avec Harold Schiffman] The Sociolinguistics of Southern “ Occitan ” France, Revisited, International Journal of the Sociology of Langage no 169, Berlin/New-York, Mouton de Gruyter, 2004, 178 p.
- (dir.) [en collaboration avec Dominique Huck] Minorations, minorisations, minorités. Études exploratoires = Cahiers de Sociolinguistique no 10, Rennes, PUR, 2005, 276 p.
- (éd.) [en collaboration avec Nigel Armstrong], The dynamics of levelling and diversity in French/Dynamiques de ‘standardisations partielles’ en français, Journal of French Langage Studies, Volume 16/03, Cambridge University Press, 2006, 150 p.
- [Avec Calvet, L.-J. et Robillard, D. de], Un siècle après le Cours de Saussure, la Linguistique en question, Paris, L’Harmattan, 2007.
- (Dir.) [en collaboration avec Safia Asselah-Rahal], Plurilinguisme et enseignement des langues en Algérie. Rôles du français en contexte didactique, Fernelmont (B), EME, 2007.
- (Dir.) [en collaboration avec Danièle Moore et Safia Asselah-Rahal], Perspectives pour une didactique des langues contextualisée, Paris, Editions des Archives Contemporaines / Agence Universitaire de la Francophonie, 2008, 210 p.
- (Dir.) [en collaboration avec Kh. Taleb-Ibrahimi], Plurilinguismes et expressions francophones au Maghreb, Cahiers de Linguistique, Revue de sociolinguistique et de sociologie de la langue française no 34/1, 2009.
- avec Kebbas, M. et Kara-Abbes A. Y. (éds), Influences et les enjeux des contextes plurilingues sur les textes et les discours, Limoges, Lambert-Lucas, 2010.
- avec Coste D., (Dir.) Regards critiques sur la notion d’ « interculturalité ». Pour une didactique de la pluralité linguistique et culturelle, Paris, L’Harmattan, 2010, 192 p.
- avec Martinez, P. (Dir.), 2010, Pratiques innovantes du plurilinguisme, émergence et prise en compte en situations francophones, Paris, éditions des Archives Contemporaines & AUF.
- avec Feussi, V., Eyquem-Lebon, M., Moussirou-Mouyama, A. (Dir.), 2010, Hétérogénéité sociolinguistique et didactique du français. Contextes francophones plurilingues, Cahiers de Linguistique n° 35/2, 2009 [2010], 204 p.
- avec Pierozak, I., Bulot, T.. (Dir.), 2011 Approches de la pluralité sociolinguistique. Vers quelles convergences des pratiques de recherche et d'éducation?, Cahiers de Sociolinguistique 15, 2010 [2011], 156 pages.
- avec Chardenet, P. (Dir.), 2011, Guide pour la recherche en didactique des langues et des cultures. Approches contextualisées. Agence Universitaire de la Francophonie / Editions des Archives Contemporaines, 509 p. [en ligne sur http://www.bibliotheque.auf.org/doc_num.php?explnum_id=819]
- avec Robillard, D. de (coord.), 2012, L'implication des langues dans l'élaboration et la publication des recherches scientifiques : l'exemple du français parmi d'autres langues, collection Français & Société 24, Fernelmont / Bruxelles, EME, 81 p.
- avec Kebbas M., Kara, A.-Y., (Dir.), 2012, Pluralité linguistique et démarche de recherche. Vers une sociolinguistique complexifiée, Cahiers Internationaux de Sociolinguistique, no 2, L'Harmattan, 122 p.
- Linguistique de terrain, méthode et théorie. Une approche ethno-sociolinguistique de la complexité, édition revue et complétée, Presses Universitaires de Rennes, 2012, 192 p.
- avec Messaoudi, L. (Dir.), 2013, Langue française et plurilinguisme dans la formation universitaire et l’insertion professionnelle des diplômés marocains en sciences et technologies, Fernelmont, EME, 273 p.
- avec Becetti, A. et Colonna, R. (Dir.), 2013, Politiques linguistiques et plurilinguismes : du terrain à l'action glottopolitique, Paris, L'Harmattan, 204
- avec Bulot, T., 2013, Une introduction à la sociolinguistique, pour l’étude des dynamiques de la langue française dans le monde, Paris, Editions des Archives Contemporaines, 166 p.
- Blanchet, Ph. et Chardenet, P. (Dir.), 2015 [2011], Guide pour la recherche en didactique des langues et des cultures. Approches contextualisées. Edition revue et complétée. Agence Universitaire de la Francophonie / Editions des Archives Contemporaines, 610 p.
- Vilpoux Claire et Blanchet Philippe (Dir.), 2015, Eduquer aux plurilinguismes et à la diversité en contextes francophones : démarches et outils, Français et Société 30, Fernemont (B), EME, 60 p.
- avec S. Clerc Conan (Coord.), 2015, Education à la diversité et langues immigrées, no 162 de la revue Migrations Société, 127 p.
- Blanchet, Ph., (éd.), 2016, Sociolinguistique et éducation. Contribution au repérage du champ avec exemples de diversités linguistiques sur des terrains variés, Cahiers de Linguistique 2015 41/2, 178 p.
- avec M. Kervran (Dir.), 2016, Langues minoritaires locales et éducation à la diversité. Des dispositifs didactiques à l'épreuve, Paris, L’Harmattan, 156 p.
- Blanchet, Ph., 2016, Discriminations : combattre la glottophobie, Paris, Textuel, 192 p. Réédition 2018, Lambert-Lucas.
- Blanchet, Ph., 2017, Les Mots piégés de la politique, Paris, Textuel, 108 p.
- Blanchet, Ph. (Dir.), 2017, Regards sur des plurilinguismes en tension, Cahiers de Linguistique 43-1, 164 p.
- avec S.Clerc Conan, 2018, Je n’ai plus osé ouvrir la bouche... Témoignages de glottophobie vécue et moyens de se défendre, Limoges, Lambert-Lucas, 128 p.
- Blanchet, Ph., 2018, Éléments de sociolinguistique générale, Limoges, Lambert-Lucas, 296 p.
- avec Belhadj Hacen Abdelhamid (dir.), 2019, Pratiques plurilingues et mobilités : Maghreb-Europe, revue algérienne d’anthropologie et de sciences sociales Insaniyat, n° double 77-78 bilingue arabe-français (daté 2017), CRASC, Oran, 285 p. en ligne sur https://journals.openedition.org/insaniyat/17771
- Blanchet. Ph., 2019, "L’enseignement des langues dites « régionales » en France: un contexte problématique" et "Face à la glottophobie, une politique de droits linguistiques" in Boudet. M. (Dir), Les langues-cultures moteurs de démocratie et de développement, Paris, Le Croquant, 278 p.
- Blanchet, Ph. (Coord.), 2020, Lou coulas de la vergougno (Le collier de la honte). Études sur le signal ou symbole employé à l’école française pour dénoncer et punir les enfants qui parlaient une langue « locale », Revue d'études d'oc 171, 160 p.
- Blanchet. Ph., 2022, "À la découverte du provençal, langue originale, langue menacée", Cheval-Blanc, éditions Observatoire de la langue et de la culture provençale, 96 p.
- Urteaga, E. et Blanchet, Ph. (Dir.), 2022, Langues minorées : des décisions de justice et de leurs effets. L’exemple de la loi Molac (France 2021) et de ses suites, Cahiers internationaux de Sociolinguistique n°20, 170 p.
- Blanchet, Ph. (coord.), 2022, Néolocuteurs et locuteurs natifs de langues régionales minoritaires : situations, pratiques, représentations et relations, Revue d'études d'oc n°175, 172 p.
- Blanchet, Felipe, 2022, Estùdi prouvençau. Lengo, literaturo, soucieta, L'Astrado 57, z-Ais / Aix-en-Provence, L'Astrado Prouvençalo, 209 p.
- Marchadour, M. et Blanchet, Ph., 2023, Représentations et usages de la langue française en Algérie (Synthèse 2000-2020), Limoges, Lambert-Lucas, 176 p.
- Milin, Rozenn et Philippe Blanchet, 2025, Langues régionales : Idées fausses et vraies questions, Paris, Héliopoles, 189 p.
- Bergeron, C., Blanchet Lunati, Ph., Lebon-Eyquem, M., 2025, Insécurité linguistique et glottophobie en situations francophones périphériques. Une enquête comparative auprès d’étudiantes en Ontario, en Bretagne, en Provence et à La Réunion, Roma, Aracne, 176 p.

### Œuvres littéraires en provençal
- La cansoun dóu Mistrau, recueil de poésie, CPM 1983
- Pouèmo 2 - Roumavàgi canta em'un chèchou de l'auro, recueil de poésie, autoédition 1985
- Subre caro e camin, li revoulucionàri, recueil de poésie, l'Astrado 1989
- Pèr canta la bousco dóu contro-silènci, recueil de poésie, CCDP 1991
- Li cant di camin qu'ai treva dins l'autouno, recueil de poésie, L'Astrado 1993 (prix Frédéric-Mistral 1992)
- La targo, roman, Lorgues, Parlaren-Var 1994
- Li venturo de Liseto au païs estraourdinàri, traduit et adapté de l'anglais Alice's Adventures in Wonderland de Lewis Carroll, Aix, Edisud, 1998.
- Canto de l'èstre entre oumbro e soulèu, recueil de poésie, L'Astrado 2006
- Camin crousa, nouvelles, l'Harmattan, 2009, 286 pages.
- De printèms sènso soulèu, recueil de poésie, L'Astrado 2013

### Méthodes de provençal
- Parlo que pinto ! petit vocabulaire français-provençal pour l'accompagnement d'activités pédagogiques, Berre, L'Astrado, 1997, réédition 1998, 60 p.
- Parlons provençal !, langue et culture, Paris, l'Harmattan, 1999, 157 p.
- Mon premier dictionnaire français-provençal en images, Paris, Gisserot, 1999, 32 p.
- Dictionnaire fondamental français-provençal, Paris, éditions Gisserot-éducation, 2002, 128 p.
- [avec Gasquet-Cyrus M.], Le Marseillais de poche, Chennevières/Marne, Assimil, 2004, 167 p.
- [avec Virgine Bigonnet et Simon Calamel], Le Provençal de poche, Chennevières/Marne, Assimil, 2005, 160 p.
- L'imagier français-provençal, 225 mots illustrés, Vichy, AEDIS, 8 p.
- Premier imagier français provençal, Villebon, éditions Piccolia, 2006, 48 p.
- Parle-moi provençal, méthode d’auto-apprentissage du provençal, Chennevières, Assimil, 2010, 230 p. + 2 CD.
- Le provençal pour les nuls, Paris, First éditions, 2011, 213 p., réédition 2025.
- Découvrir le provençal, un "cas d'école" sociolinguistique, cours en ligne de l'Université Ouverte des Humanités, 2020.